# Рей, Луи Эмманюэль
Луи Эмманюэль Рей (22 сентября 1768 года, Гренобль — 18 июня 1846 года, Париж) вступил во французскую королевскую армию и быстро получил звание генерала во время Французских революционных войн. Он продолжал служить Первой французской империи во время наполеоновских войн. Участвовал в Пиренейских войнах, в 1813 году вёл упорную оборону Сан-Себастьяна в Испании. Его имя высечено под Триумфальной аркой.

## Начало карьеры
В 1784 году в возрасте 16 лет Рей присоединился к французскому королевскому армейскому полку Regiment de Monsieur, который в 1791 году стал 75-м линейным пехотным полком. В 1791 году повышен в звании до старшего сержанта, в 1792 году до лейтенанта. После этого четыре года с отличием служил в Альпийской армии и в 1796 был повышен до бригадного генерала. Какое-то время он командовал лагерем в Лионе, который реорганизовывал подразделения, следующие из Вандеи в Итальянскую армию.

## Империя
Когда Великая армия покинула берега Ла-Манша, чтобы сражаться в Войне третей коалиции, Рей с 1805 по 1808 год командовал Булонским лагерем. В 1808 году он был пожалован титулом барон Империи. Он служил начальником штаба в VII корпусе Лорана де Гувиона Сен-Сира в Каталонии, начиная с августа 1808 года. Вполне вероятно, что он командовал бригадой в битве при Оканье в ноябре 1809 года. Один источник указывает, что Рей возглавлял 3500 человек в шести батальонах. Вероятно, его бригада включала по три батальона из 12-го лёгкого и 43-го пехотных полков. В битве при Басе 4 ноября 1810 года он руководил бригадой 1-й дивизии Ораса Себастьяни де ла Порты из IV корпуса, состоящей из одного батальона 32-го линейного пехотного полка и трёх батальонов 58-го линейного полка. Он воевал при осаде Таррагоны в 1811 году. Историк Дэвид Дж. Чендлер отметил, что в августе 1811 года Рей был назначен начальником крепости Сан-Себастьян. Другой источник утверждает, что 14 апреля 1812 года Рей был разбит Франциско Бальестеросом в Алаурин-эль-Гранде. В той битве он возглавлял группу из 3000 человек, состоящую из трех эскадронов 21-го драгунского полка, двух артиллерийских орудий и трех батальонов, разделенных между 43-м и 58-м пехотными полками. Французы потеряли 200 человек и оба орудия.
С 5 июля по 9 сентября 1813 года Рей проводил чрезвычайно умелую оборону Сан-Себастьяна. Говоря об истории осады, историк Дэвид Гейтс назвал Рея «первоклассным командиром». В начале июля армия маркиза Веллингтона отправила 40 тяжёлых осадных орудий и большое количество припасов в близлежащий порт Пасахес. Веллингтон назначил Томаса Грэхэма, 1-го барона Линедоха, командующим 5-й британской дивизией и португальской бригадой, и поручил ему проведение осады. Попытка прорвать оборону монастыря Сан-Бартоломе, предпринятая 15 июля, провалилась. Через два дня обстрел тяжёлыми орудиями и постоянные атаки вынудили французских защитников отойти из монастыря, но пехота союзников, увлечённая их преследованием, была обстреляна с основных оборонительных сооружений и потеряла 200 человек. Англо-португальские осадные орудия пробили небольшую брешь в восточной стене. Тем временем британские инженеры обнаружили сточную трубу, по которую они подвели мину с южной стороны.
Рей прикрыл брешь внутренними оборонительными сооружениями, укомплектовал близлежащие здания стрелками и установил свою артиллерию вплотную к зоне угрозы. На рассвете 25 июля атака Грэхэма продолжилась. Мина взорвалась, нанеся небольшой урон, но французы легко отбили атаку союзников на юге, оказавшуюся отвлекающим манёвром. Во время отлива главная колонна во главе с королевскими шотландцами переправилась через устье реки Урумеа и атаковала брешь с востока. Когда нападающие достигли вершины стены, французы открыли огонь в упор. В панике британская пехота бежала, сметя по дороге свои же поддерживающие батальоны. Нападавшие потеряли 600 убитых и раненых, в то время как французские потери были в десять раз меньше. Когда возникла опасность, что многочисленные британские раненые утонут в надвигающемся приливе, Рей благородно позволил своим солдатам покинуть оборонительные позиции и спасти их. Начавшаяся в тот день битва при Пиренеях заставила Веллингтона отдать Грэхэму приказ прекратить осаду. Когда союзники отвели осадные орудия, Рей предпринял неожиданную вылазку, стоившую противнику 200 человек и различного оборудования. От подобных неудач боевой дух союзников резко упал, и реальной проблемой стало дезертирство.

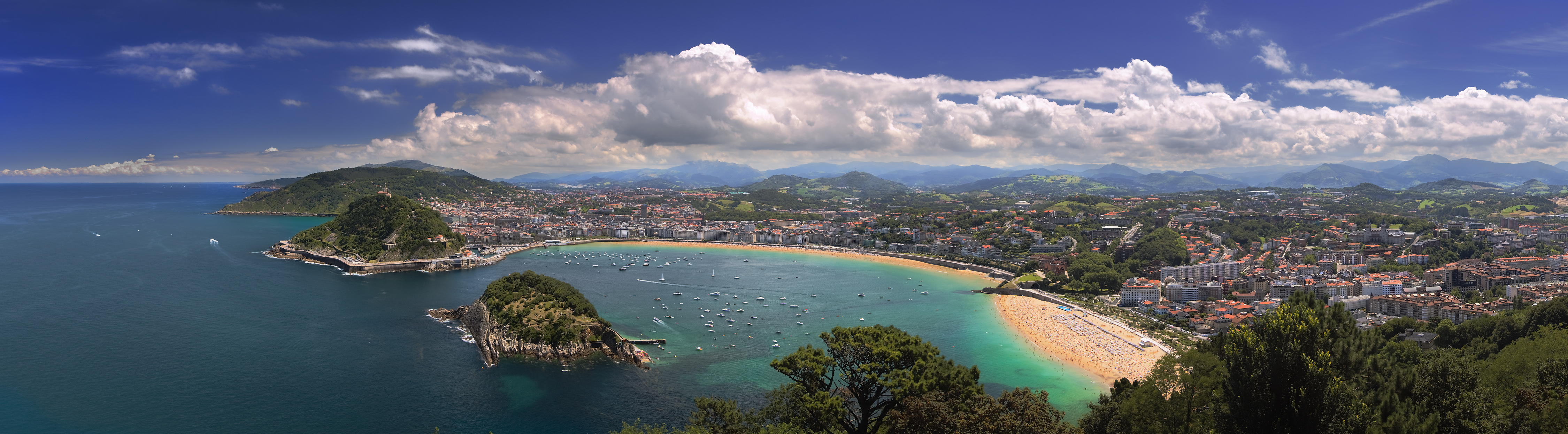
Панорамный вид Сан-Себастьяна с запада. На мысе левее центра находится замок Ла Мота, последнее убежище Рея

Во время затишья Рей восстановил свои южные оборонительные сооружения и полностью перекрыл брешь новой стеной. Через прорехи в британской военно-морской блокаде он доставил в город свежие войска и припасы, и отправил больных и раненых солдат обратно во Францию. С 3 тыс. пехотинцами и 60 пушками Рей ждал возвращения союзников. После победы над французами в Пиренеях Грэхэм восстановил свои осадные батареи, которые теперь насчитывали 63 тяжёлых орудия. 26 августа обстрел начался снова и продолжался в течение пяти дней. Артиллерия союзников выбивала у французов пушку за пушкой и наносила серьёзный урон защитникам. В результате обстрела в стене в юго-восточном углу города образовалась брешь шириной почти 300 метров, и ещё одна брешь северней. Потеряв большую часть своей артиллерии, Рей вооружил каждого из своих 2500 выживших солдат тремя мушкетами и гранатами. Было установлено несколько оборонительных мин, а бреши очищены от обломков.
Последний штурм начался 31 августа в 10:55 утра, когда 5-я дивизия Джеймса Лейта атаковала главную брешь с юга, в то время как португальская бригада Томаса Брэдфорда штурмовала вторую брешь с востока. После обстрела противника обе колонны достигли вершин своих прорывов и попали под обстрел. После почти 30-минутной односторонней бойни обе колонны отступили к основанию стены, где приникли к земле, чтобы избежать интенсивного огня. В этой чрезвычайной ситуации Грэхэм приказал, чтобы осадные орудия открыли огонь поверх голов выживших нападавших. Этот решение спасло ситуацию для союзников, так как огонь поразил внутреннюю оборону, вызвав тяжёлые потери у французов. Случайный снаряд попал во французский склад боеприпасов, взрыв которого убил 60 человек и ранил ещё больше.
Люди Лейта продвинулись вдоль стен к меньшей бреши, где помогли португальцам прорваться вовнутрь. Всё ещё отказывающийся сдаться, Рей и его люди устроили битву на улицах, которая закончилась только после того, как он и его оставшиеся 1300 солдат нашли убежище в замке Ла Мота. Тем временем союзные войска пришли в бешенство и три дня грабили город, практически разрушив его. Расположившись в замке на вершине холма, Рей выдерживал бомбардировку из 60 орудий до 8 сентября, когда он, наконец, поднял белый флаг. Потери союзников составили около 5 тыс. человек, включая Лейта, который был ранен.
В качестве награды за заслуги в ноябре 1813 года император Наполеон I назначил Рея дивизионным генералом, хотя тот всё ещё находился в плену. Историки расходятся во мнениях, описывая службу Рея в 1814 году. Дэвид Дж. Чендлер пишет, что он оставался в плену у британцев до мая 1814 года. Дигби Смит утверждает, что генерал Рей командовал бригадой в дивизии Элуа Шарльманя Топена в Ортезе и Тулузе в начале 1814 года.
В течение Ста дней Рей примкнул к Наполеону и получил командование крепостью Валансьен. Он выдержал осаду девятитысячного голландско-бельгийского войска с 30 июня до капитуляции 12 августа. После восстановления монархии он впал в немилость до 1830 года, когда получил трехлетнее назначение в королевскую комиссию. Его военная служба отмечена надписью на 37-й колонне Триумфальной арки в Париже, где начертано EEL REY.

## Внешние источники
- Имена 660 человек, высеченные под Триумфальной аркой